# 日本の住宅団地一覧
日本の住宅団地の一覧
住宅団地・ニュータウンのみが対象。工業団地は日本の工業団地一覧を参照。ニュータウンは日本のニュータウン一覧も参照。

## 北海道
- 札幌市
  - 豊平区
  - 北区 (札幌市)#地区
  - 南区 (札幌市)#住宅団地
  - 中央区 (札幌市)
  - 東区 (札幌市)#人口
  - 白石区
  - 厚別区#人口
  - 清田区
  - 手稲区
- 石狩市#住宅団地
- 江別市
- 函館市#歴史
- 北広島市#沿革
- 苫小牧市
- 小樽市
- 月形町#住宅団地
- 名寄市#住宅団地
- 中標津町
- 北海道住宅供給公社住宅団地
- 雇用促進住宅新川（札幌市北区
- 雇用促進住宅札苗団地（札幌市東区
- 雇用促進住宅福住団地（札幌市豊平区
- 雇用促進住宅東月寒団地（札幌市豊平区
- 雇用促進住宅川沿団地（札幌市南区
- 雇用促進住宅琴似団地（札幌市西区発寒
- 雇用促進住宅発寒団地（札幌市西区発寒
- 雇用促進住宅手稲団地（札幌市西区宮の沢3条
- 雇用促進住宅琴似第二団地（札幌市西区
- 雇用促進住宅上野幌団地（札幌市厚別区
- 雇用促進住宅桜台団地（札幌市厚別区
- 雇用促進住宅富丘団地（札幌市手稲区
- 雇用促進住宅宮の沢団地（札幌市手稲区
- 雇用促進住宅函館団地（函館市
- 雇用促進住宅金堀団地（函館市
- 雇用促進住宅銭函団地（小樽市
- 雇用促進住宅潮見ヶ丘団地（小樽市
- 雇用促進住宅桂岡団地（小樽市
- 雇用促進住宅大楽毛団地（釧路市
- 雇用促進住宅美原団地（釧路市美原
- 雇用促進住宅沼の端団地（苫小牧市
- 雇用促進住宅新川（札幌市北区
- 雇用促進住宅札苗団地（札幌市東区
- 雇用促進住宅福住団地（札幌市豊平区
- 雇用促進住宅東月寒団地（札幌市豊平区
- 雇用促進住宅川沿団地（札幌市南区
- 雇用促進住宅琴似団地（札幌市西区発寒
- 雇用促進住宅発寒団地（札幌市西区発寒
- 雇用促進住宅手稲団地（札幌市西区宮の沢3条
- 雇用促進住宅琴似第二団地（札幌市西区
- 雇用促進住宅上野幌団地（札幌市厚別区
- 雇用促進住宅桜台団地（札幌市厚別区
- 雇用促進住宅富丘団地（札幌市手稲区
- 雇用促進住宅宮の沢団地（札幌市手稲区
- 雇用促進住宅函館団地（函館市
- 雇用促進住宅金堀団地（函館市
- 雇用促進住宅銭函団地（小樽市
- 雇用促進住宅潮見ヶ丘団地（小樽市
- 雇用促進住宅桂岡団地（小樽市
- 雇用促進住宅大楽毛団地（釧路市
- 雇用促進住宅美原団地（釧路市美原
- 雇用促進住宅沼の端団地（苫小牧市
- 雇用促進住宅山手団地（苫小牧市
- 雇用促進住宅糸井団地（苫小牧市
- 雇用促進住宅錦岡団地（苫小牧市
- 雇用促進住宅野幌団地（江別市
- 雇用促進住宅江別団地（江別市
- 雇用促進住宅望洋団地（根室市
- 雇用促進住宅真町団地（千歳市
- 雇用促進住宅向陽台団地（千歳市
- 雇用促進住宅泉沢団地（千歳市
- 雇用促進住宅おさつ団地（千歳市
- 雇用促進住宅石狩団地（石狩市
- 雇用促進住宅八雲団地（二海郡八雲町
- 雇用促進住宅新大滝宿舎（北海道有珠郡大滝村字）

## 関東地方

### 千葉県
- 千葉県住宅供給公社供給住宅団地（成田団地（成田市）、幕張新都心パティオス9･13･14番（千葉市）、茂原緑ヶ丘リゾーン（茂原市）、代宿けやき台　ほか）
- 袖ケ浦市#新興住宅地域 : 代宿団地（けやき台）, 浜宿団地, のぞみ野 など
- 光風台団地（市原市, 日建不動産）
- のぞみ野団地（袖ケ浦市 エスケイグループ株式会社）
- 清見台団地（木更津市, 新日本製鐵及び関連会社）
- 雇用促進住宅千種 - 千葉市花見川区千種町
- 雇用促進住宅小中台 - 千葉市稲毛区小中台町
- 雇用促進住宅長沼 - 千葉市稲毛区長沼町
- 雇用促進住宅愛生 - 千葉市若葉区愛生町
- 雇用促進住宅検見川 - 千葉市美浜区真砂
- 雇用促進住宅二和 - 船橋市二和東
- 雇用促進住宅古和釜宿舎 松が丘
- 雇用促進住宅丸山宿舎 丸山（2丁目）
- 雇用促進住宅 長沼町宿舎
- 雇用促進住宅栗ヶ沢 - 松戸市小金原
- 雇用促進住宅串崎 - 松戸市串崎新田
- 雇用促進住宅山崎 - 野田市山崎
- 雇用促進住宅早野 - 茂原市緑町
- 雇用促進住宅成田 - 成田市吾妻　成田ニュータウン吾妻地区
- 雇用促進住宅成田吾妻 - 成田市吾妻
- 雇用促進住宅市原 - 市原市辰巳台東
- 雇用促進住宅五所 - 市原市五所
- 雇用促進住宅迎田 - 市原市迎田
- 雇用促進住宅江戸川台 - 流山市江戸川台東
- 雇用促進住宅勝田 - 八千代市勝田台
- 雇用促進住宅鎌ヶ谷 - 鎌ヶ谷市東道野辺
- 雇用促進住宅八日市場 - 匝瑳市飯倉
- 船橋市#主な団地
- 松戸市#地区
- 柏市
- 野田市#地区
- 我孫子市#地区
- 白井市#住宅団地
- 印西市#地区
- 成田市#地区
- 佐倉市#地区
- 習志野市#地区
- 浦安市#住宅団地
- 八千代市#市内の主な団地
- 千葉市市川市#住宅団地
- 千葉市稲毛区#住宅団地
- 千葉市美浜区#住宅団地
- 千葉市花見川区#住宅団地
- 千葉市若葉区#住宅団地
- 千葉市中央区 (千葉市)#住宅団地
- 千葉市緑区 (千葉市)#住宅団地

### 東京都
23区
- 足立区#住宅団地
- 荒川区#住宅団地
- 板橋区#住宅団地
- 江戸川区#住宅団地
- 大田区#都営ほか団地・住宅
- 葛飾区#住宅団地
- 北区 (東京都)#住宅団地
- 江東区#住宅団地
- 品川区
- 渋谷区#住宅団地
- 新宿区#住宅団地
- 杉並区#住宅団地
- 墨田区#住宅団地
- 世田谷区#住宅地
- 台東区
- 中央区 (東京都)#住宅団地
- 豊島区#公営住宅
- 中野区#住宅団地
- 練馬区#住宅地
- 文京区#住宅団地
- 港区 (東京都)#団地
- 目黒区#住宅団地

多摩地域
- 昭島市#住宅団地
- あきる野市#歴史
- 稲城市#住宅団地
- 青梅市#住宅団地
- 清瀬市#住宅団地
- 国立市#住宅団地
- 小金井市#住宅団地
- 国分寺市#住宅団地
- 小平市#住宅団地
- 狛江市#主な集合住宅
- 立川市#住宅団地
- 多摩市#住宅団地
- 調布市#住宅
- 西東京市#住宅団地
- 八王子市#住宅団地
- 羽村市#産業
- 東久留米市#集合住宅
- 東村山市#住宅団地
- 東大和市#住宅団地
- 日野市#住宅団地
- 府中市 (東京都)#住宅団地
- 福生市#年表（明治以降）
- 町田市#住宅・道路開発
- 瑞穂町#地域
- 三鷹市#歴史
- 武蔵野市#住宅団地
- 武蔵村山市#住宅団地

### 神奈川県
- アルテ横浜（横浜市、旧住宅・都市整備公団, マイケル・グレイブス)、超高層群、1992年、
- ボナージュ横浜（プロムナード仲町台, 旧住宅・都市整備公団）、シニア住宅、1994－1996年、
- 原宿都市再生機構大正団地
- 金沢シーサイドタウン （横浜市）
- 磯子区#住宅団地
- 栄区#団地
- 戸塚区#住宅団地
- 港北区#住宅団地
- 神奈川区#住宅団地
- 西区 (横浜市)#概要
- 青葉区 (横浜市)#住宅団地
- 中区 (横浜市)#住宅団地
- 鶴見区 (横浜市)#住宅団地
- 南区 (横浜市)#住宅団地
- 保土ケ谷区#住宅団地
- 霧が丘 (横浜市)
- 下平間団地（川崎市幸区下平間 市街地住宅 賃貸48 1960年　譲渡返還）
- 川崎大宮団地（川崎市幸区大宮町、 賃貸260 1957年）
- 新城団地（川崎市新城字田島耕地 市街地住宅 賃貸56 1963年　譲渡返還）
- 榎町団地（川崎市川崎区榎町 市街地住宅 賃貸36 1961年　譲渡返還）
- 貝塚第一団地（川崎市川崎区貝塚 市街地住宅 賃貸12 1958年）
- 貝塚第二団地（川崎市川崎区貝塚 市街地住宅 賃貸4 1958年　譲渡）
- 砂子団地（川崎市川崎区砂子 市街地住宅 賃貸18 1957年　譲渡返還）
- 川崎東三丁目団地（川崎市川崎区砂子 市街地住宅 賃貸12 1958年　譲渡）
- 富士見町団地（川崎市川崎区富士見、分譲168 1956年）
- 堀之内団地（川崎市川崎区堀之内 市街地住宅 賃貸66 1962年　譲渡返還）
- 小杉御殿団地（川崎市中原区小杉御殿町、賃貸280 1957年）
- 小杉町団地（川崎市中原区小杉町 市街地住宅 賃貸51 1962年　譲渡返還）
- 新丸子団地（川崎市中原区新丸子町 市街地住宅 賃貸50 1962年　譲渡返還）
- 木月住吉団地（川崎市中原区木月住吉町、賃貸438 1956年）
- 麻生台団地（川崎市麻生区、住宅・都市整備公団、1970年11月築）
- 虹ヶ丘団地 （川崎市麻生区）
- 百合ヶ丘団地（川崎市麻生区百合ヶ丘、 賃貸1745 1960年 第一は建替済　第二は建替え工事中）
- 上鶴間団地（相模原市相南、 賃貸446 1959年）
- 相模大野団地（相模原市相模大野、 賃貸812 1959年）
- 鶴ヶ丘団地（相模原市南台、 賃貸500 1958年）
- 相模上原団地（相模原市文京、賃貸292 1962年）
- 善行団地（藤沢市）
- 辻堂団地（藤沢市辻堂西海岸、賃貸1913　分譲280 1964年 現存 集約化）
- 藤沢団地（藤沢市藤が岡 　 賃貸862 1962年）
- 平塚団地（平塚市浅間町、賃貸110 1957年）
- 材木座団地（鎌倉市由比ガ浜、分譲114 1958年）
- 山崎団地（鎌倉市山崎、賃貸116 1956年）
- 浜見平団地（茅ヶ崎市浜見平、賃貸3407 1964年 一部建て替え工事中） 全面建替）
- 厚木ニューシティー森の里 （厚木市）
- 野川 (川崎市)#住宅団地(野川西団地, 県営野川南台団地
- 富士見町団地 (川崎市)
- 木月住吉団地 (川崎市)
- プラザシティ相模大野 (相模原市)
- 相模上原団地 (相模原市)
- 藤沢団地 (藤沢市)
- 辻堂団地 (藤沢市)
- 浜見平団地 (茅ヶ崎市)
- コンフォール平塚 (平塚市)
- 平塚高村団地 (平塚市)
- 古松台住宅団地 (厚木市)
- 建売団地早川城山
- パークシティ湘南山手
- み春野 翼の丘
- 横浜若葉台団地
- 中村第一共同住宅館、横浜市・神奈川県、最初の公共アパート、1921年
- ヴィンテージヴィラ横浜、神奈川県住宅供給公社・清水建設、初の公的高齢者ケア付き、1989年
- 横浜市営住宅三ツ境ハイツ、山本理顕設計工房、2000年団地建替え、
- 河原町高層団地、大谷幸夫＋大谷研究室、逆Ｙ字型住棟、1970年、
- すすき野第三団地、1982年
- 長津田#住宅団地: 市営住宅長津田スカイハイツ; 県営長津田団地（御前田県営住宅）; 県公社長津田団地; 県公社南長津田団地; 県公社東向地団地他
- 瀬谷区#住宅地: 細谷戸団地・上瀬谷団地・マークスプリングス　楽老峰ハイツ。市営南台ハイツ・公団瀬谷団地（都市再生機構・アーバンドエル瀬谷）・県営橋戸原ハイツ　県営阿久和団地・瀬谷南住宅など）
- 原宿県営原宿団地
- 泉区市営上飯田団地
- 泉区県営いちょう団地
- 上菅田町県営笹山団地、県公社笹山団地
- 汐見台  県公社住宅
- 青葉台団地（横浜市・青葉区)
- あざみ野団地（横浜市・青葉区)
- 鴨志田団地（横浜市・青葉区)
- 桜台団地（横浜市・青葉区)
- すすき野団地（横浜市・青葉区)
- たまプラーザ団地（横浜市・青葉区)
- 奈良北団地（横浜市・青葉区)
- 海岸通団地（横浜市・中区)
- 高島台団地（横浜市・神奈川区)
- 野毛山団地（横浜市・西区)
- 促進菅田住宅（横浜市神奈川区）
- 促進常盤台住宅（横浜市保土ヶ谷区）
- 促進善部住宅（横浜市旭区）
- 促進川井宿住宅（横浜市旭区）
- 促進阿久和住宅（横浜市瀬谷区）
- 促進向ヶ丘住宅（川崎市宮前区）
- 促進浦賀住宅（横須賀市）
- 促進不入斗住宅（横須賀市）
- 促進公郷住宅（横須賀市）
- 促進下島住宅（平塚市）
- 促進大島住宅（平塚市）
- 促進下島第二住宅（平塚市）
- 促進鎌倉住宅（鎌倉市）
- 促進亀井野住宅（藤沢市）
- 促進茅ヶ崎住宅（茅ヶ崎市）
- 促進下九沢住宅（相模原市中央区）
- 促進戸川住宅（秦野市）
- 促進三田住宅（厚木市）
- 促進座間住宅（座間市）
- 促進二宮住宅（中郡二宮町）

## 中部地方

### 長野県
長野市
- 柳町団地

## 近畿地方

### 大阪府
- 千里ニュータウン#団地構成